# 辛
辛（しん、かのと）は、十干の8番目である。
陰陽五行説では金性の陰に割り当てられており、ここから日本では「かのと」（金の弟）ともいう。

## 概要
- 「辛」という漢字の起源についてはこれまで様々な提案がなされてきたが定説は無い。十干の八番目を指す単語に用いるのは仮借による。
- 西暦年の下一桁が1の年が辛の年となる。なお、年を表す時の別名は重光[1]。
- 中国語の化合物命名法では、オクタン、オクチル基など、炭素を8つ含む化合物や官能基の名に付けられる。
- 反対側は、丙（ひのえ）。
- 恵方は、南南東やや南（165度）。

## 辛を含む干支
- 辛未
- 辛巳
- 辛卯
- 辛丑
- 辛亥
- 辛酉